# وادومولا
وادومولا (به لاتین: Wadumulla) یک منطقهٔ مسکونی در سری‌لانکا است که در استان جنوبی (سری‌لانکا) واقع شده‌است.